# Districts régionaux de la Colombie-Britannique
Pour les articles homonymes, voir Districts régionaux de Grèce.
Un district régional est une subdivision supérieure de la province canadienne de Colombie-Britannique mise en place à la fin des années 1960. Cette subdivision est spécifique de cette province, laquelle est découpée en vingt-sept districts régionaux, disposant chacun d'un exécutif élu. Ces gouvernements locaux incluent et coordonnent l'action des municipalités et des zones non municipalisées. Dans ces dernières elles gèrent directement les services de type municipal.

## Compétences
Les districts régionaux sont des collectivités territoriales de niveau intermédiaire entre d'une part la province de Colombie-Britannique et d'autre part les municipalités, les aires électorales voire les territoires autonomes autochtones. Ce découpage couvre la totalité de la province à l'exception de la région Stikine. les compétences des districts sont définies dans le Local Governement Act et la Community Charter,.
Les districts régionaux ne disposent que de peu de compétences obligatoires : services téléphoniques d'urgences, ordures, parcs régionaux. En dehors des territoires municipaux, dans les aires électorales, le district fait office de municipalité. Il gère alors en particulier l'urbanisme, l'approvisionnement en eau courante, les services d'incendie ou encore l'éclairage public. Le district intervient aussi dans la garantie des prêts bancaire des municipalités.
Les districts régionaux disposent de compétences facultatives qui leur permettent de seconder les municipalités : eau potable, assainissement, protection incendie. Ils peuvent intervenir dans des domaines variés tels le logement social, le développement économique, la gestion de librairies ou d'aéroports,.

## Administration
Les districts régionaux sont divisés en municipalités et en aires électorales voire un territoire autonome autochtone. Les aires électorales correspondent aux zones ne disposant pas d'institutions municipales. Chacune de ces zones (municipalité ou aire électorale) délègue un ou plusieurs directeurs qui siège au bureau du district régional. Les municipalités désignent leurs directeurs au sein de leur conseil municipal tandis que les aires électorales les élisent directement.
Chaque directeur dispose d'un nombre de droit de vote proportionnel à la population qu'il représente dans le cas de décisions prise à la majorité pondérée ou d'une seule voix pour les votes à majorité non pondérés. Les votes à majorité non pondérée touchent les arrêtés liés à la mise en place d'un service, aux aspects règlementaires, ou au fonctionnement du directoire. Les votes à majorité pondérée concernent en particuliers ceux liés au budget ou avec des enjeux financiers. Dans ce cas, si l'objet du vote ne concerne qu'une partie des aires électorales et municipalités, seules celles concernées participent au vote,.

## Le découpage régional

### Les districts régionaux actuels
Les districts régionaux couvrent la totalité de la province à l'exception du nord de la province avec la région Stikine trop faiblement peuplée et la municipalité de Northern Rockies. La mise en place initiale du découpage régional se fait entre novembre 1965 et octobre 1968,.
1. District régional de Alberni-Clayoquot—Port Alberni
2. District régional de Bulkley-Nechako—Burns Lake
3. District régional de la Capitale—Victoria
4. District régional de Cariboo—Williams Lake
5. District régional de Central Coast—Bella Coola
6. District régional de Central Kootenay—Nelson
7. District régional de Central Okanagan—Kelowna
8. District régional de Columbia-Shuswap—Salmon Arm
9. District régional de Comox Valley-Courtenay
10. District régional de Cowichan Valley—Duncan
11. District régional d'East Kootenay—Cranbrook
12. District régional de Fraser Valley—Chilliwack
13. District régional de Fraser-Fort George—Prince George
14. District régional du Grand Vancouver—Burnaby
15. District régional de Kitimat-Stikine—Terrace
16. District régional de Kootenay Boundary—Trail
17. District régional de Mount Waddington—Port McNeill
18. District régional de Nanaimo—Nanaimo
19. District régional de North Okanagan—Coldstream
20. Municipalité régionale de Northern Rockies—Fort Nelson
21. District régional de Okanagan-Similkameen—Penticton
22. District régional de Peace River—Dawson Creek
23. District régional de Powell River—Powell River
24. District régional de Skeena-Queen Charlotte—Prince Rupert
25. District régional de Squamish-Lillooet—Pemberton
26. Région Stikine ( sans statut de district régional)
27. District régional de Strathcona-Campbell River
28. District régional de Sunshine Coast—Sechelt
29. District régional de Thompson-Nicola—Kamloops

### Les districts régionaux historiques
Le district régional de Peace River-Liard fondé en octobre 1967 est scindé en deux nouvelles régions : celle de Fort Nelson-Liard et celle de Peace River en 1987. Fort Nelson-Liard est renommé Northern Rockies en mars 1999. En février 2009 le district régional de Northern Rockies est supprimé et remplacé par la municipalité de district de Northern Rockies (Northern Rockies Regional Municipality) avec les mêmes limites que l'ancien district régional mais excluant les réserves indiennes. Fort Nelson, la seule municipalité de l'ancien district est dissoute et incluse dans la nouvelle commune,.
Les districts régionaux de Dewdney-Alouette, Central Fraser Valley et Fraser-Cheam sont créés en septembre et octobre 1967. Ils sont dissouts en décembre 1995 au profit du district du Grand Vancouver et de celui de Fraser Valley pour les deux premiers, le troisième étant entièrement intégré au nouveau district de Fraser Valley,,.
Le district régional de Comox-Strathcona créé en août 1965 est scindé en février 2008 en deux districts distincts, Comox Valley et Strathcona.